# Zdeněk Dítě

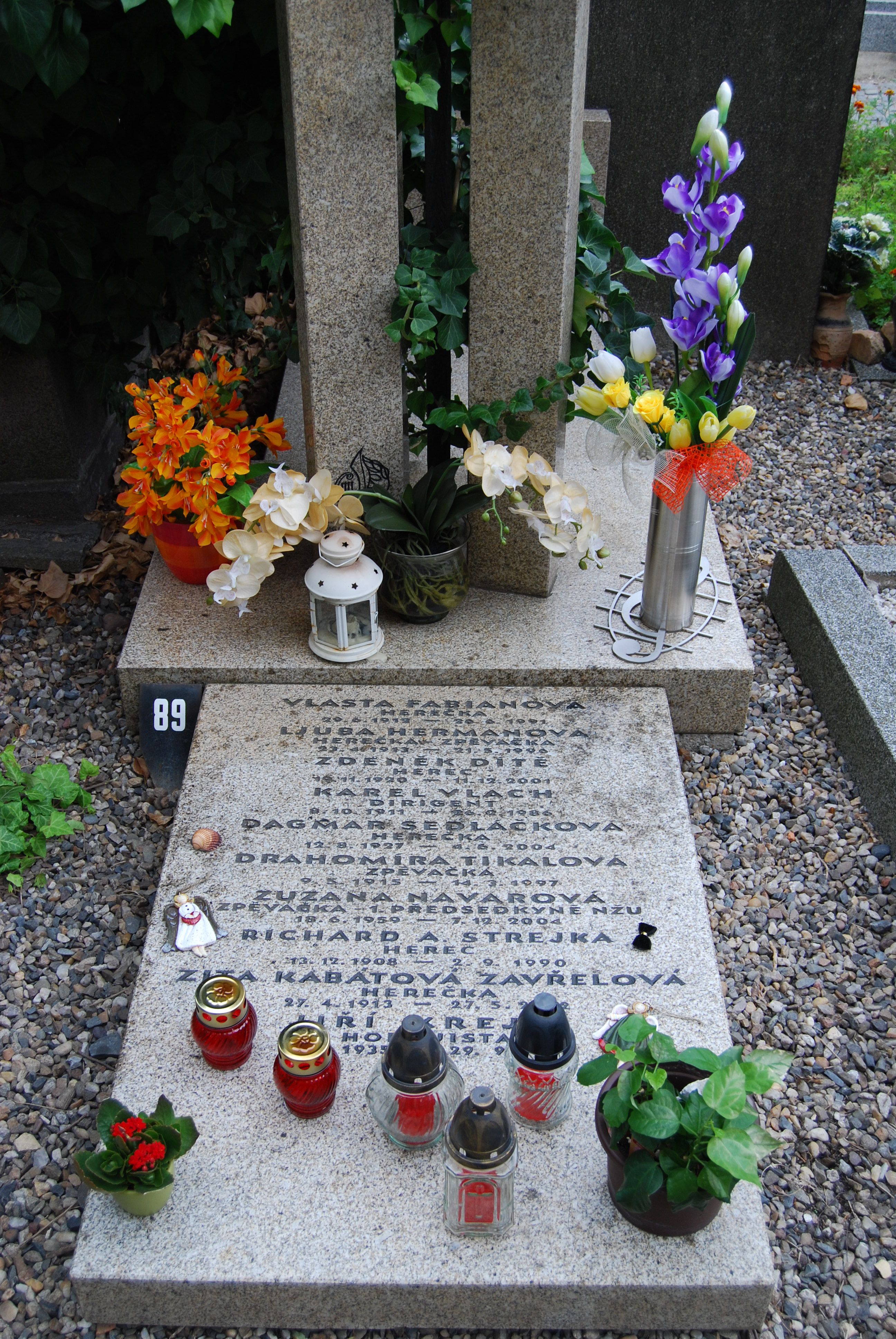
„Pomník českým hercům“ – náhrobek

Zdeněk Dítě (19. listopadu 1920 Praha – 11. prosince 2001 Kralupy nad Vltavou) byl český herec.

## Život a dílo
Po gymnáziu vystudoval obchodní akademii a stal se účetním v mezinárodním zasilatelství. Nicméně měl rád divadlo, chodil fotografovat herce. Herectví začal studovat soukromě za okupace u Loly Skrbkové a líčení u Miloše Lišky. Od roku 1941 působil v umělecké skupině Ruch. Skrbková jej doporučila Zdeňku Řehořovi a ten jej přivedl k Josefu Šmídovi do výstavního salónu U Topičů, kde v bývalém Divadélku pro 99 působilo od roku 1941 divadlo Větrník. Zde poprvé vystoupil v roli Kašpárka (vodil marionetu kašpárka) v silvestrovské premiéře roku 1943 v kratochvilné veselohře dle textů Matěje Kopeckého Pan Franc ze zámku aneb Vyhraná nevěsta . Zde si zahrál i Pana Ponrepa, který se proměnil v pistolníka Grimpa ve hře Limonádový Joe v premiéře hry v březnu roku 1944 . V pražském Větrníku hrál až do konce roku 1944, teprve pak začal působit plně profesionálně:
- 1944 až 1945 v Divadle na Vinohradech [3]
- 1945 až 1948 v Divadle E.F.Buriana D 46
- 1948 až 1958 v Divadle na Vinohradech [4]
- 1958 až 1980 v angažmá v Realistickém divadle Zdeňka Nejedlého (což je dnešní Švandovo divadlo), zde pak vystupoval po odchodu do důchodu na částečný úvazek až do roku 1990 [5]

Jednu z výrazných divadelních rolí získal v divadelní hře Dva na koni, jeden na oslu, kde vystupoval v Realistickém divadle společně s Josefem Vinklářem a Jiřím Adamírou.
Byl znám svojí elegancí, uhlazeností, noblesním stylem, velmi dobrou mimikou a vytříbenou výslovností, často hrál muže noblesně nonšalantní. Jeho gentlemanství ilustrovala jeho kolegyně Ivanka Devátá na situaci, kdy kolem ní Dítě procházel a poznamenal: "Ty jsi pro muže bonboniéra, ty bys měla být převázaná sametkou." Uměl i hezky zpívat, což předvedl v několika českých filmech. Za svůj život vytvořil v televizi a filmu desítky různých rolí, ke konci života se ale často jednalo o role menší až epizodní. Na počátku své herecké dráhy hrál často vojáky, kriminalisty nebo mladé muže-budovatele. Ve stáří zapomínal divadelní texty a na divadle se dostával do určité křeče. Podle jeho přítele Dalimila Klapky se mu tehdy ale naopak poměrně dařilo v tvorbě pro televizi, rozhlas i film.
Své hlavní filmové role si paradoxně zahrál na počátku své herecké kariéry. Jednalo se především o film Prstýnek Martina Friče z roku 1944, dále o nedokončený film Předtucha z roku 1944 a o film Polibek ze stadionu z roku 1947. V posledně jmenovaném hrál s herečkou Janou Dítětovou, což zavdalo příčinu k mylné domněnce, že se v jejich případě jedná buď o sourozence, nebo o manžele. Jednalo se však pouze o shodu jmen. Společně si zahráli ve vedlejší roli manžele i ve filmu Májové hvězdy z roku 1959. Poté se Zdeněk Dítě objevil v celé řadě dalších filmů.
Za svoji životní roli označil houslistu Pavla Sedloně v parodii Pytlákova schovanka. Vzpomínal, jak bylo jeho unyle pitomého výrazu docíleno vložením zubolékařských válečků do úst a po delším přemýšlení mu nechal režisér oholit obočí.
Oženil se až po smrti své matky. Manželství se Zdenou Grossovou Dítětovou bylo bezdětné, žena zemřela v prosinci 1989. Herec po ovdovění žil osamoceně, v ústraní a v chudobě. Trpěl Alzheimerovou chrobou. Zemřel v léčebně pro dlouhodobě nemocné v Kralupech nad Vltavou. Jeho tělo bylo zpopelněno v mělnickém krematoriu bez obřadu a bez možnosti účasti příbuzných a přátel. Jeho popel byl nakonec pietně uložen 6. dubna 2002 i za účasti kamarádů. Je pochován na Vyšehradském hřbitově s dalšími známými umělci (Vlasta Fabianová, Ljuba Hermanová či Zita Kabátová) ve společném hrobu označovaném jako „Pomník českým hercům“, který byl odhalen v roce 1999 a je ve společné péči Herecké asociace a Nadace Život umělce.

## Ocenění
- 1993 Cena Senior Prix

## Divadelní role, výběr
- 1966 William Shakespeare: Komedie omylů, Vévoda Efezský, Realistické divadlo, režie Karel Palouš
- 1970 Francois Campaux: Někdo zvoní, René Boussot, Realistické divadlo, režie František Laurin
- 1971 Oldřich Daněk: Dva na koni, jeden na oslu, Realistické divadlo, režie Ivan Glanc
- 1985 Vasilij Šukšin: Čáry na dlani, ředitelčin muž, strejc, děda, Realistické divadlo, režie Miroslav Krobot

## Film
- 1944 Prstýnek – role: Robert, mladý kníže
- 1944 Předtucha (práce na filmu byla zastavena. Filmové materiály jsou pokládány za ztracené.)
- 1945 Rozina sebranec – role: tovaryš u Karfa
- 1947 Polibek ze stadionu – role: MUDr. Jan Vaněček
- 1949 Pytlákova schovanka – role: Sedloň
- 1952 Divotvorný klobouk – role: Křepelka
- 1953 Kavárna na hlavní třídě
- 1954 Byl jednou jeden král – role: zahradník
- 1959 Májové hvězdy – role: otec
- 1968 Rakev ve snu viděti... – role: lupič a dirigent jazzového orchestru Rudolf Vengloš
- 1971 Dívka na koštěti – role: ředitel
- 1975 Cirkus v cirkuse – role: Ital
- 1976 Honza málem králem – role: vojevůdce
- 1977 Adéla ještě nevečeřela – role: ředitel hotelu
- 1979 Hodinářova svatební cesta korálovým mořem – role: Fišárek
- 1980 Kalamita – role: lesník
- 1984 Láska z pasáže – role: vedoucí prodejny
- 1986 Smrt krásných srnců – role: starosta

## Televize
- 1974 Chytrost má děravé šaty (TV pohádka) – role: kovář Básim
- 1979 O chudém královstvíčku (TV pohádka)[11] – role: král Antonín Lojza XI.
- 1979 Božská Ema (životopisný film) – role: okresní hejtman v Prachaticích